# Marino Magnani
Marino Magnani (Cinigiano, 11 gennaio 1893 – 23 settembre 1964) è stato un politico e partigiano italiano.

## Biografia
Iscritto al Partito Socialista Italiano, aderisce nel 1921 al Partito Comunista d'Italia nato dopo il Congresso di Livorno. Trasferitosi a Roma, dopo l'Armistizio del 1943 si unisce alla Resistenza. Al termine del conflitto viene eletto all'Assemblea Costituente nel gruppo comunista.